# Gerry and the Pacemakers
Gerry and the Pacemakers est un groupe britannique de rock des années 1960 originaire de Liverpool.

## Historique
Le groupe est formé en 1959 par Gerry Marsden (mort en 2021), son frère Fred Marsden (mort en 2006), Les Chadwick et Arthur MacMahon. Ce dernier est remplacé en 1961 par Les Maguire. À leurs débuts, d'abord à Liverpool, puis à Hambourg en Allemagne, ils croisent fréquemment la route d'un autre groupe liverpuldien : les Beatles.
Avec Brian Epstein comme gérant, ils signent chez Columbia, une filiale d'EMI, où ils seront produits par George Martin. Ils connaissent le succès dès leur premier single, How Do You Do It?, numéro un des ventes au Royaume-Uni en avril 1963. Il est suivi la même année par deux autres numéros un, I Like It et You'll Never Walk Alone, devenu par la suite l'hymne du Liverpool Football Club et d'autres clubs de football.
Par la suite, Gerry Marsden commence à écrire ses propres chansons, et le groupe continue à connaître un certain succès, même s'il n'atteint plus jamais la tête des ventes, avec les singles Don't Let the Sun Catch You Crying (6e), Ferry Cross the Mersey (8e) ou I'll Be There (15e). Ils se font également une petite place au soleil aux États-Unis dans la foulée de la British Invasion lancée par les Beatles en 1964.
Sur le déclin, le groupe se sépare à la fin de l'année 1966. Gerry Marsden recommence à se produire sous le nom de « Gerry and the Pacemakers » à partir de 1974, sans aucun des autres anciens membres du groupe.

## Discographie

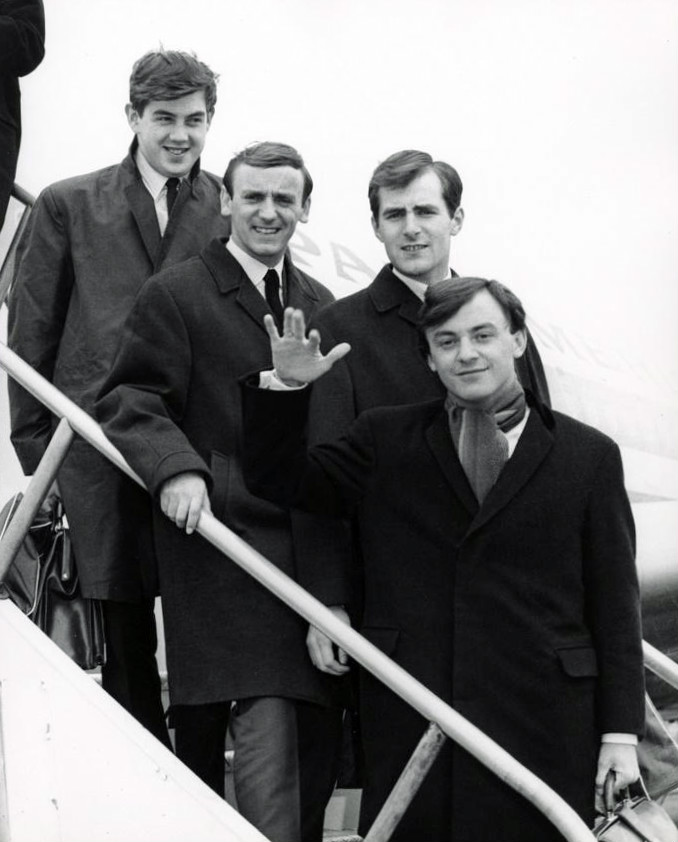
L'arrivée du groupe à New York en 1964.

### Singles
- 1963 : How Do You Do It? / Away From You (1er)
- 1963 : I Like It / It's Happened to Me (1er)
- 1963 : You'll Never Walk Alone / It's Alright (1er)
- 1964 : I'm the One / You've Got What I Like (2e)
- 1964 : Don't Let the Sun Catch You Crying / Show Me That You Care (6e)
- 1964 : It's Gonna Be All Right / It's Just Because (24e)
- 1964 : Ferry Cross the Mersey / You, You, You (8e)
- 1965 : I'll Be There / Baby You're So Good to Me (15e)
- 1965 : Give All Your Love to Me / You're the Reason
- 1965 : Walk Hand in Hand / Dreams (29e)
- 1966 : La La La / Without You
- 1966 : Girl on a Swing / The Way You Look Tonight
- 1966 : The Big Bright Green Pleasure Machine / Looking for My Life

### Albums
- 1963 : How Do You Like It?
- 1964 : Don't Let the Sun Catch You Crying
- 1964 : Second Album
- 1965 : Ferry Cross the Mersey (bande originale)
- 1965 : I'll Be There
- 1966 : Girl on a Swing

## Filmographie
- Ferry Cross the Mersey, film de Jeremy Summers, sorti en 1965, dans lequel les quatre membres du groupe tiennent les premiers rôles, à la manière d'un A Hard Day's Night. Cilla Black fait également partie de la distribution.